# Phreatodrobia
Phreatodrobia là một chi ốc nước ngọt từ rất nhỏ đến nhỏ có mang và nắp, là động vật thân mềm chân bụng sống dưới nước thuộc họ Hydrobiidae.

## Các loài
Các loài thuộc chi Phreatodrobia bao gồm:
- Phreatodrobia imitata